# Montbozon
Montbozon – miejscowość i gmina we Francji, w regionie Burgundia-Franche-Comté, w departamencie Górna Saona, położona nad rzeką Ognon.
Według danych na rok 1990 gminę zamieszkiwało 450 osób, a gęstość zaludnienia wynosiła 52 osoby/km² (wśród 1786 gmin Franche-Comté Montbozon plasuje się na 345. miejscu pod względem liczby ludności, natomiast pod względem powierzchni na miejscu 517.).